# Sergio Cariello
Sergio Cariello (Recife, 1964. április 23. –) brazil képregényrajzoló. Első munkája, egy Frederico nevű nyomozó kalandjait megelevenítő képsor volt, melyet 11 évesen készített egy helyi újság számára, a Diario De Pernambuco-nak. A képsor heti rendszerességgel jelent meg mielőtt Cariello 14 évesen befejezte de később ugyanennek a lap számára készített politikai karikatúrákat.
1982-ben a Batman 350. számában rátalált egy hirdetésre mely Joe Kubert rajziskoláját reklámozta. Hogy bekerüljön az iskolába Cariello elkezdett angolul tanulni. 1986-ban egy személyesen Joe Kubert által folytatott telefonos interjú után felvételt nyert az iskolába, amit azonban személyes okok miatt ott kellett hagynia. Később, 1990-ben megnyerte a Dark Horse ösztöndíját a második évre és így visszatért az iskolapadba. Első amerikai munkája a Worlds of H.P. Lovecraft sorozat részeként megjelent Dragon volt.
A Marvel Comicshoz mint beíró került, később pedig Pat Garrahy megbízta őt a Daredevil 328. részének megrajzolásával. Mikor Garrahy elhagyta a Marvelt és a DC Comicshoz került Cariello is követte ahol több sorozaton is lehetősége nyílt dolgozni.
Később visszatért Joe Kubert iskolájába, de már mint tanár és 7 éven keresztül oktatott.